# Kwando
Kwondo, eller Cuando, är en flod i södra Afrika.  Capriviremsan i Botswana, och därefter in i våtmarksområdet Linyanti vid Botswanas norra gräns. Nedströms våtmarksområdet heter den Linyanti och längre österut  Chobe. Floden mynnar i Zambezi vid Kazungula.
Floden Kwondo rinner upp på centralplatån i Angola på berget Tembos sluttningar och flyter därefter i sydöstlig riktning längs gränsen till Zambia. Längs denna sträcka flyter den i en väv av  kanaler i ett träskartad 5-10 kilometer bred korridor. Gränsen till Zambia går längs östra stranden på denna flodslätt, inte i flodens mittfåra. Liksom alla floder i södra Centralafrika varierar flödet kraftigt mellan regnsäsong, när den kan vara flera kilometer bred, och torrsäsong, när den försvinner i våtmarkerna. Kwondo fortsätter i kanaler tvärs över Capriviremsan i Namibia Botswana och utgör därefter gränsen mellan Namibia och Botswana vid det fortsatta lopper åt sydost. 
För omkring 10.000 år sedan flöt Kwando ihop med Okavangofloden och de flöt tillsammans söderut till den tidigare Makgadikgadisjön, vilken numera är en säsongmässig våtmark. Jordskorpan i området höjdes, och som en följd stöter Kwandofloden numera på högre mark och delas upp i en mångfald fåror och våtmarker (benämnda Linyantivåtmarken). Den fortsätter efter Linyantivåtområdet österut i Zambezis bassäng, fortfarande som gräns mellan Namibia och Botswana. Under torrsäsong är det bara ett fåtal öppna kanaler genom träskmarkerna. Från denna plats är floden benämnd Linyanti, men efter det att den flutit genom den säsongmässiga sjön Liambesi, benämns den Chobe. Floden mynnar i Zambezi strax uppströms Kazungulabron.
Under de år då Okavangofloden har mycket vatten, rinner en del av dess vatten österut längs floden Magwekwanas normalt torra kanal (också benämnd Selinda Spillway) in i Linyantivåtmarken, och därmed in i Zambezibassängen. Selinda Spillway och floden Boteti är Okavangobassängens enda utlopp.  
På norra sidan av Chobefloden ligger våtmarksområdet Caprivi, vid vars kant låg den idag ödelagda tidigare huvudstaden för Kololofolket, som erövrade Barotseland under 1800-talet.
På grund av att så mycket av flodens vatten avdunstar i de olika våtmarkerna, bidrar Kwondo inte mycket till Zambezis vattenmängd, utom under vissa år, då dess flöde är extremt stort.

## Nationalparker som Kwando flyter genom eller utgör gräns för
- Coutada Publica do Luiana (Angola)
- Sioma Ngwezi National Park (Zambia)
- Bwabwata National Park (Namibia)
- Mudumu National Park (Namibia)
- Nkasa Rupara National Park (Namibia)
- Chobe National Park (Botswana)

## Bildgalleri

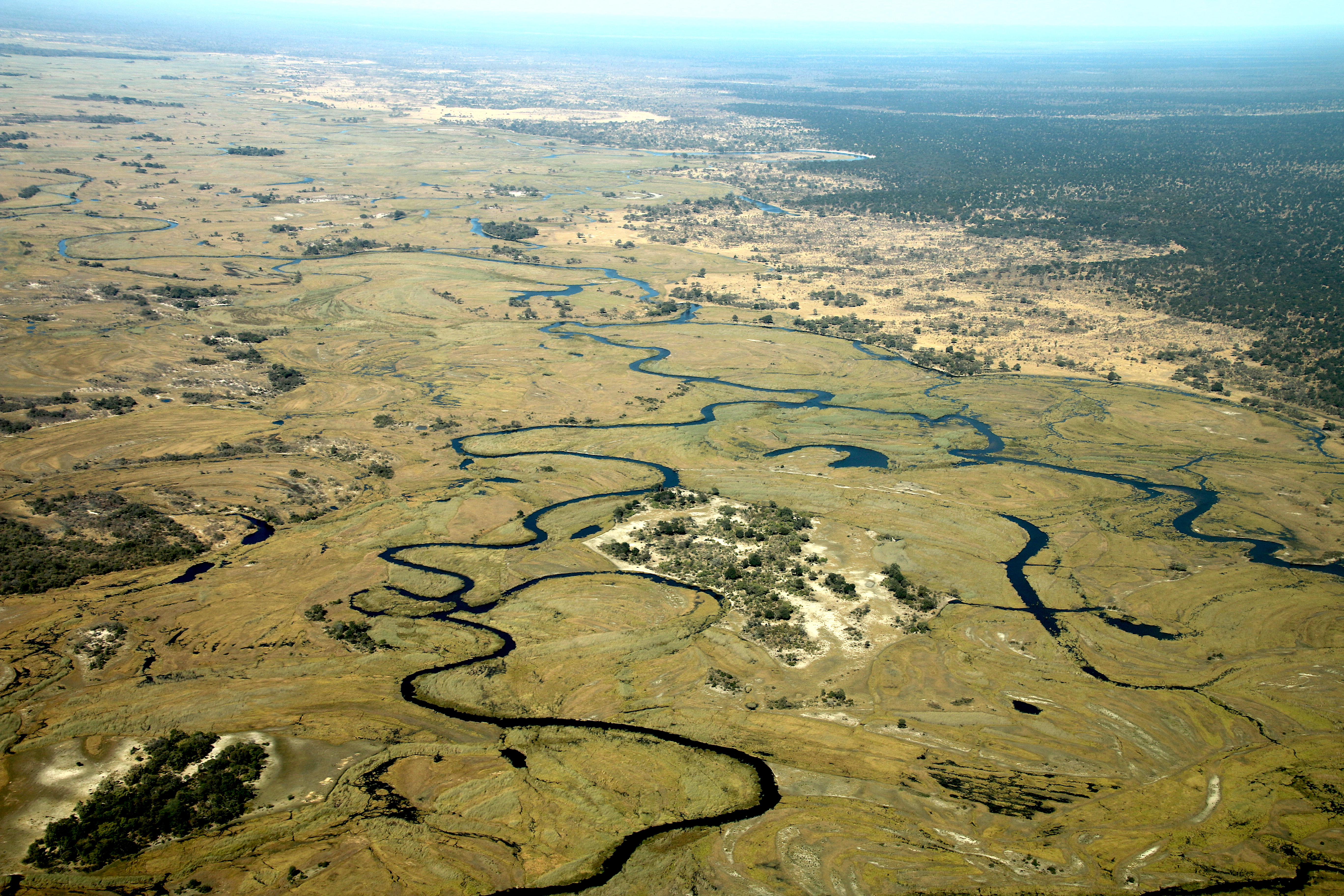
Kwando i Capriviremsan. Bilden är tagen söderut, juli 2018.
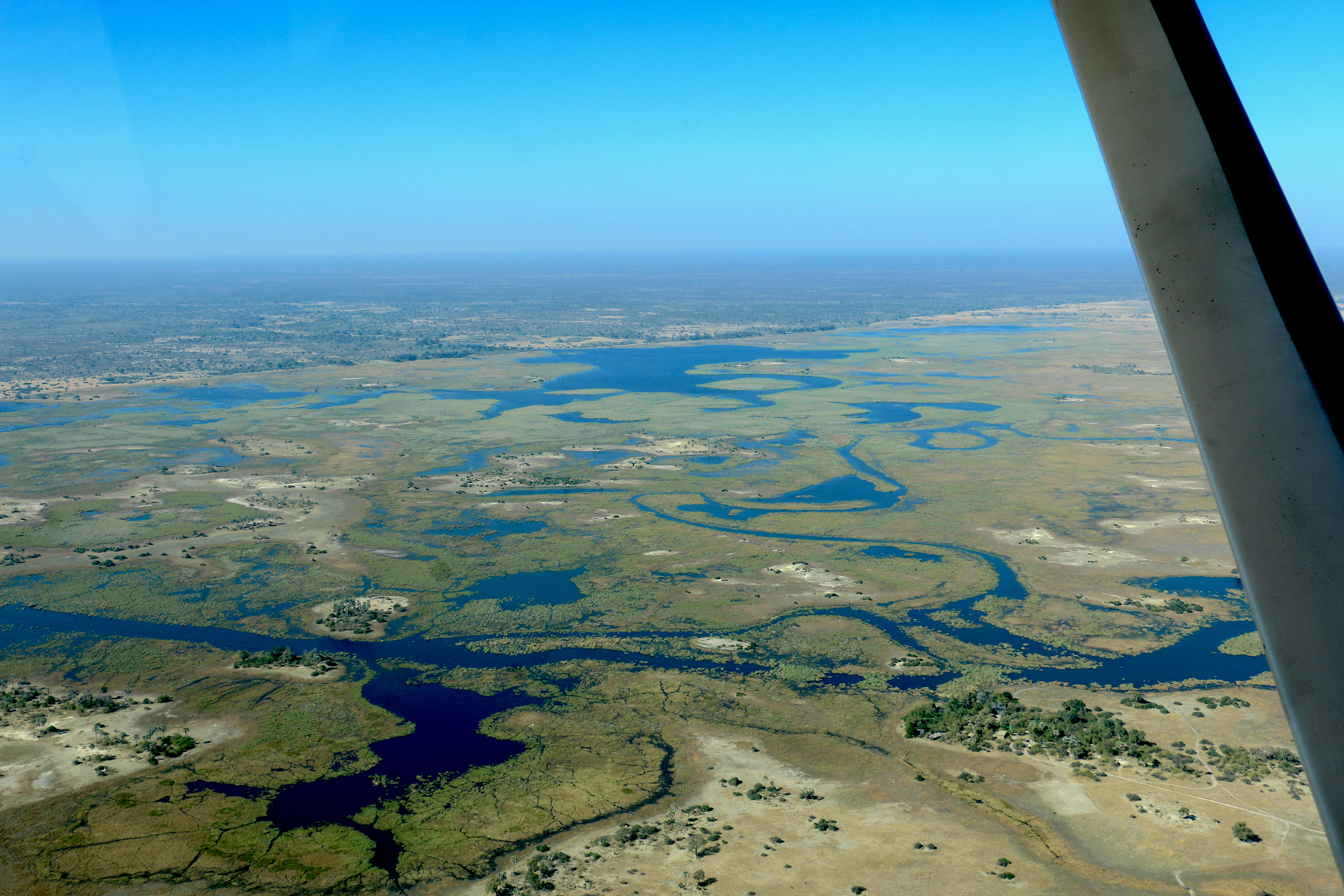
Linyanti våtmarksområde, juli 2017. Nedtill till höger ses Selinda Camp vid Selinda Spillway (18°31′56″S 23°31′18″Ö / 18.53222°S 23.52167°Ö). Bilden är tagen norrifrån.
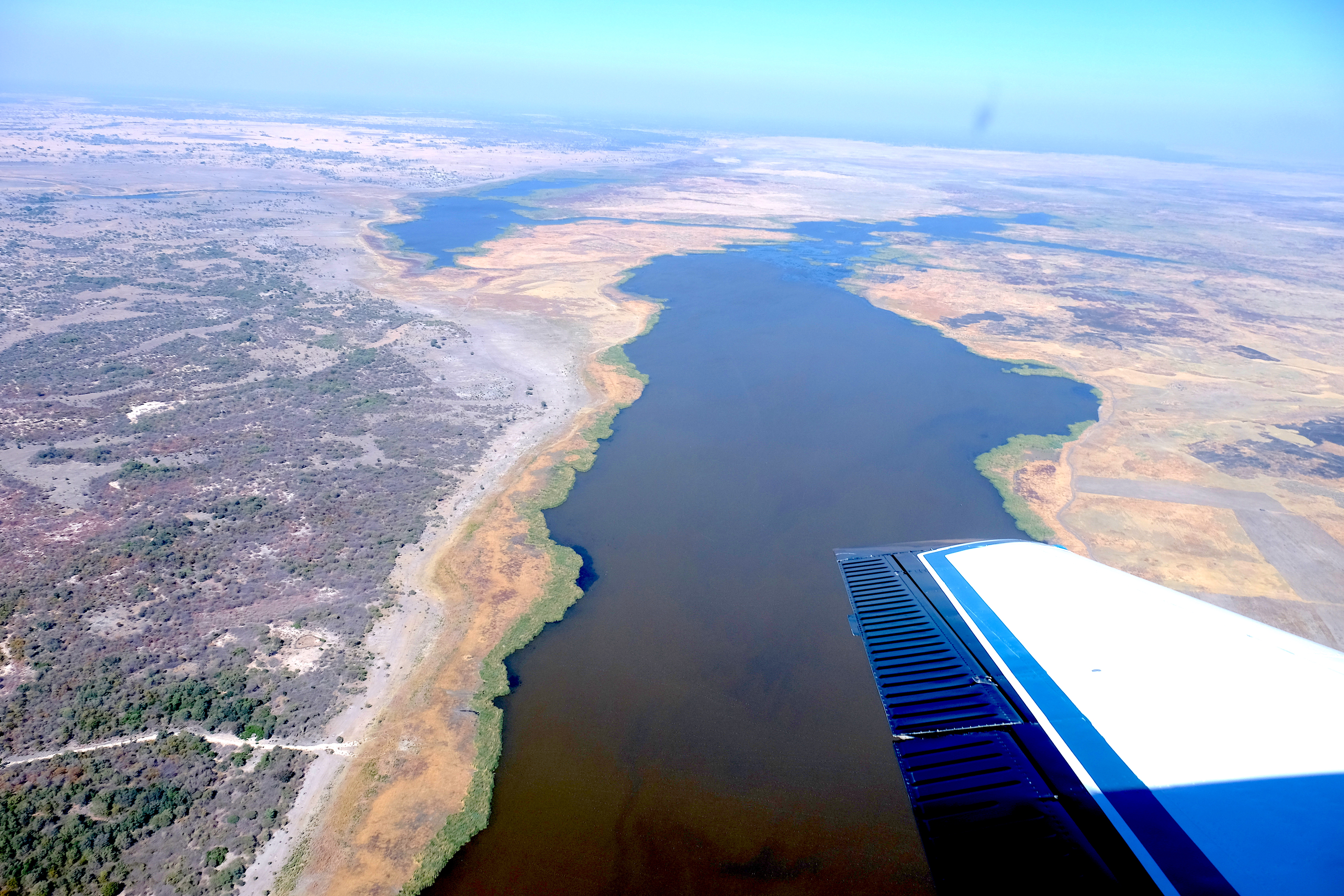
Liambesisjön, juli 2019.
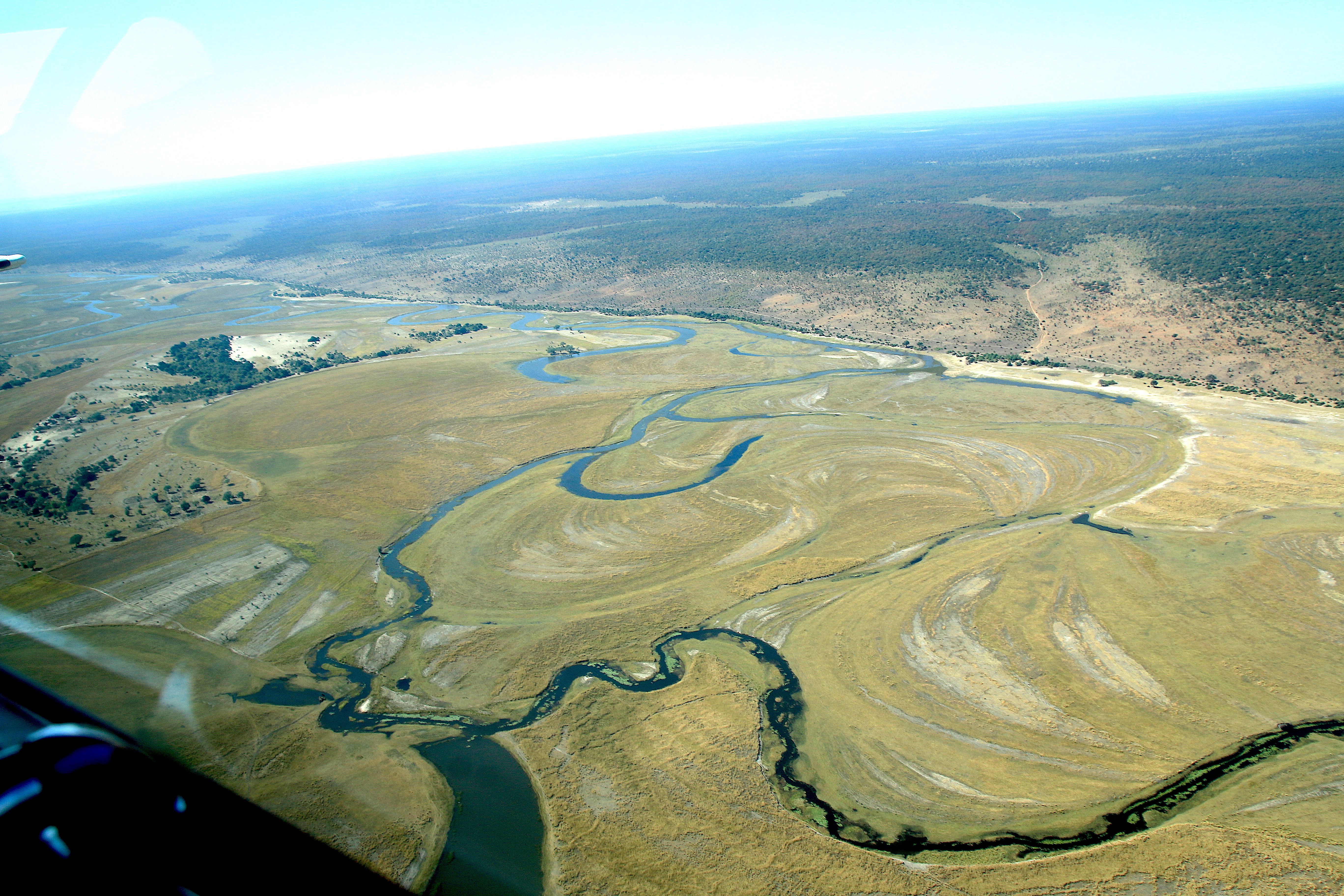
Kwando (Chobe) i Chobe National Park, maj 2019.

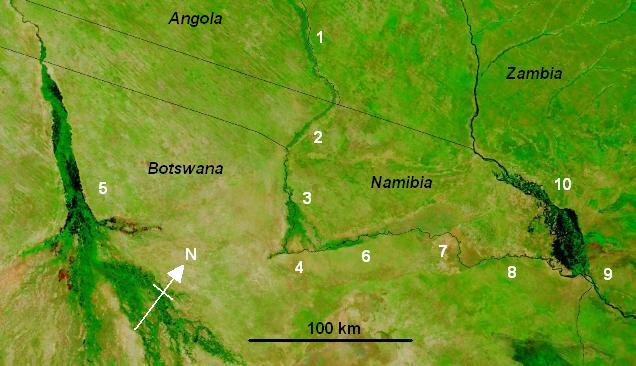
Karta över Kwando-Linyanti-Chobes flodsystem i regionen Capriviremsan i Namibia, baserad ett satellitfoto från NASA. Vattenytor är svarta. 1 Kuandofloden; 2 Capriviremsan; 3 Mudumu National Park och Lianshulu Lodge, ytterändan av våtmarken Linyanti; 4 Våtmarken Linyanti och Mamli National Park, där en ås av Kalaharisand blockerar loppet år sydöst; 5 Okavangofloden och dess delta, som sänker sig ned i Kalaharis sandfält; 6 Linyantifloden; 7 Sjön Liambezi (torrlagd vid fototillfället); 8 Chobefloden; 9 Sammanflöde av Chobe och Zambezi vid Kazungula; 10 Zambezi och Caprivivåtmarken (med extrem högflod vid fototillfället)